# 唐老鸭：英雄救美
《唐老鸭：英雄救美》是一款由育碧制作和发行的平台游戏。游戏于2000年在Game Boy Color、Game Boy Advance、Dreamcast、PlayStation等多个平台发行。
游戏的玩法与《古惑狼》非常相似。
游戏收到混合至正面评价。IGN的Craig Harris称赞Game Boy Color版本的图像。